# Bierut
Bierut là một họ. Người nổi tiếng với họ này gồm:
- Bolesław Bierut (1892 - 1956), là chính trị gia người Ba Lan, nhà hoạt động cộng sản, đồng thời là một nhà độc tài thực quyền Ba Lan trong khoảng thời gian từ năm 1947 đến năm 1956
- Michael Bierut (sinh năm 1957), là nhà thiết kế đồ họa, nhà phê bình thiết kế và là nhà giáo dục

Xem thêm
- Beirut